# Asociación de Aerolíneas Europeas
La Asociación de Aerolíneas Europeas (AEA en sus siglas en inglés, Association of European Airlines) fue una organización fundada en 1952, cuando los presidentes de Air France, British Airways, KLM, Lufthansa, Sabena y Swissair formaron un grupo de estudio conjunto. La organización fue disuelta en 2016.
Estaba formada por varias aerolíneas, y su objetivo es el de representarlas tanto a nivel europeo como a nivel mundial. 
En 2009 un total más de 325 millones de pasajeros volaron con las aerolíneas que formaban parte de esta organización.